# Fatou Seck
Fatou Seck es una deportista senegalesa que compitió en taekwondo. Ganó una medalla de oro en el Campeonato Africano de Taekwondo de 2001, en la categoría de –67 kg.

## Palmarés internacional
| Campeonato Africano | Campeonato Africano | Campeonato Africano | Campeonato Africano |
| Año                 | Lugar               | Medalla             | Categoría           |
| ------------------- | ------------------- | ------------------- | ------------------- |
| 2001                | Dakar (Senegal)     | Medalla de oro      | –67 kg              |